# Portavensembolisering
Portavensembolisering (PVE) är ett preoperativt ingrepp som utförs inom interventionell radiologi för att stimulera hypertrofi av den förväntade framtida kvarvarande levern (future liver remnant, FLR) några veckor inför en utvidgad leverresektion hos patienter med olika typer av underliggande levertumörer. Proceduren innebär att man injicerar ett emboliskt material till höger eller vänster portagren för att ockludera portaflödet till den delen av levern som kommer att opereras bort. Blodflödet går till den friska delen av levern och inducerar hypertrofi av FLR efter några veckor vilket möjliggör en mer omfattande leverresektion med mindre risk för leversvikt och resulterar i bättre behandlingsresultat.
Många studier har visat att PVE är säkert och effektivt när det kommer till att inducera hypertrofi av levern och på så sätt kan fler patienter bli aktuella för mer omfattande leverkirurgi.

## Medicinskt användningsområde
Patienter där man ska operera bort stora eller flera levertumörer riskerar postoperativ leversvikt om den del av levern som lämnas kvar i kroppen är för liten. I dessa fall kan man få den del av levern som ska lämnas kvar att tillväxa innan operationen genom att stänga portablodflödet till den del som ska opereras bort. Den vanligaste metoden att stänga portablodflödet är med PVE. Efter några veckor har den icke avstängda delen av levern växt till så att operation kan genomföras med minskad risk för leversvikt och ökad chans till botande behandling.
Indikationen för PVE avgörs av ration mellan FLR och den totala  uppskattade levervolymen (TELV) och leverns allmänna tillstånd. Risken med att genomgå leverresektion vid för liten FLR är att efter leverresektionen utveckla leversvikt, ett tillstånd med mycket dålig prognos och hög dödlighet. Även om det inte finns någon konsensus om vilken absolut minsta levervolym som krävs för adekvat leverfunktion efter leverresektion rekommenderas ett FLR/TELV-ratio på > 20% hos patienter med annars normal lever.  Rekommendationen för personer med kronisk leversjukdom som levercirros är ett FLR/TELV-ratio på > 40%. Preoperativa patienter som har behandlats med kemoterapi rekommenderas ett FLR/TELV-ratio > 30%.
Andra viktiga överväganden innan en PVE inkluderar komorbiditeter såsom diabetes och omfattningen av den planerade leverresektionen. Insulinresistens har associerats med långsammare tillväxthastigheter av FLR och större risk för otillräcklig FLR-tillväxt efter PVE.  Om den planerade resektionen kräver ännu mer omfattande kirurgi, såsom resektioner i bukspottkörteln eller tunntarmen, kan en ännu större FLR/TELV-ratio behövas.

### Resultat
Preoperativ PVE är ett väl etablerat ingrepp med låg mortalitet (0,1 %) och lågt utfall av tekniska misslyckanden (0,4 %). Det är låg risk för komplikationer efter PVE (2-3 %), komplikationerna är bland annat portavenstrombos (i en oavsiktlig del av portavenen), leverinfarkt, nekros, infektion och pneumothorax. Huruvida resultatet av PVE blir lyckat avgörs av graden av levertillväxt/hypertrofi vilket i sig påverkas av flera faktorer såsom leverns grundkondition, redan existerande komorbiditeter och vilken teknik som använts vid PVE. 5-års överlevnaden hos patienter som initialt hade icke resektabla levertumörer på grund av otillräcklig storlek på FLR som behandlades med PVE, fick tillräcklig tillväxt av FLR och kunde genomgå leverresektion var i en studie 29%.
Det har tidigare funnits en oro för att PVE kunde främja tumörtillväxt och öka recidivfrekvensen, men en systematisk genomgång av litteraturen har inte kunnat påvisa en signifikant skillnad i postoperativ recidivfrekvens eller 3- och 5 årsöverlevnaden. Detta tyder på att PVE inte har några signifikanta negativa effekter för risken för tumörtillväxt. Sammantaget är PVE ett ingrepp som gör det möjligt för patienter med initialt otillräckliga FLR/TELV-ration att genomgå leverresektion.

## Kontraindikationer
Portal hypertension är en absolut kontraindikation, eftersom dessa patienter inte är aktuella för leverkirurgi och har högre risk för betydande komplikationer efter PVE. Dessutom skulle fullständig ocklusion av portavenen till någon av leverloberna inte leda till adekvat hypertrofi av FLR på grund av redan befintlig omdirigering av portaflödet på grund av den portala hypertensionen. Patienter med extrahepatisk metastaserad sjukdom är oftast inte heller kandidater för leverresektion, och därför inte heller för PVE. Andra kontraindikationer inkluderar komorbiditeter som gör patienten olämplig för leverkirurgi eller PVE såsom allvarlig hjärt-lungsjukdom, sepsis, njursvikt och så vidare.

## Risker och fördelar
PVE har visat sig ha följande risker:
1. Portavenstrombos, leverinfarkt, nekros och portal hypertension.
2. Risker relaterade till alla typer av perkutana transhepatiska procedurer såsom blödning och infektion.
3. Accelererad tumörtillväxt på grund av kompensatorisk leverartärflöde och i de fall då alla tumörbärande områden inte är ordentligt emboliserade.

PVE har visat sig ha följande fördelar:
1. Minskar morbiditeten efter resektion genom att minska antalet komplikationer och sjukhusvistelser.
2. Patienter som initialt har icke behandlingsbara tumörer på grund av otillräcklig FLR/TELV-ratio kan genomgå leverresektioner.
3. Minskar postoperativa dödligheten efter leverresektion till följd av postoperativ leversvikt genom att öka volymen av funktionellt leverparenkym.
4. Otillräcklig grad hypertrofi efter PVE kan förutsäga försämrad kompensatorisk hypertrofi även efter leverresektion och kan hjälpa till att identifiera patienter som inte är lämpliga för resektion.

## Mekanism
Portavensembolisering (PVE ) är ett preoperativt ingrepp som utförs inom interventionell radiologi för att stimulera hypertrofi av den förväntade framtida kvarvarande levern (future liver remnant, FLR) några veckor inför en utvidgad leverresektion.
Majoriteten av preoperativa portavensemboliseringar brukar rikta in sig mot den högra portagrenen inför utvidgad högersidig leverresektion. Även om det sker i mycket mindre utsträckning så kan även den vänstra portagrenen emboliseras inför en vänstersidig leverresektion.
Tillväxten av FLR är ett resultat av cellulär hyperplasi och inte cellulär hypertrofi. Detta innebär att det är en ökning av antalet hepatocyter som står för tillväxten snarare än ökningen i storleken på befintliga hepatocyter. Levern är unik på det sättet att det är ett organ som har potentialen att växa då man tar bort eller stänger av blodflödet till en del av levern. När blodflödet till en del av levern stängs av ökar blodflödet till andra delar av levern och denna ökning stimulerar tillväxten. Tillväxten börjar inom timmar efter PVE och faktorer som är viktiga för detta svar inkluderar diverse tillväxtfaktorer såsom TNF-alfa, inslulin, IL-6, HGF (hepatocyte growth factor) med flera.  Den förväntade tillväxten av FLR är cirka 10%, större tillväxt kan observeras efter 4-6 veckor om än med en lägre tillväxthastighet.

## Metod
PVE utfördes ursprungligen med ett öppet tillvägagångssätt, men majoriteten utförs numera genom ett litet hudstick under sedering eller lokalbedövning. Ingreppet utförs av en interventionell radiolog och åtkomst till portavenen kan åstadkommas antingen med en perkutan ultraljudsvägledd punktion transjugulärt eller transhepatiskt av vilka den transhepatiska metoden är den absolut vanligaste.  Den transhepatiska metoden kan antingen vara ipsilateral, att man punkterar levern genom den delen som ska emboliseras, eller kontralateral, genom den delen som inte ska emboliseras (FLR). Den ipsilaterala metoden är vanligast och man lägger då genom levern in en kateter i portavenen och deponerar emboliseringsmaterial där vilket leder till ocklusion/trombos i de aktuella kärlen. Flera olika material för emboliseringen kan användas och valet avgörs ofta av lokala traditioner då det inte finns någon stor randomiserad studie som jämför de olika materialen. Några vanligt använda emboliseringsmaterial inkluderar klister, partiklar, metallcoils, gelatin och etanol.

## Levervolymsmätning
För att bestämma om det finns ett behov av PVE måste FLR mätas. Det finns olika avbildningsmetoder som används för att mäta levervolymen, såsom kontrastförstärkt skiktröntgen (datortomografi, DT) eller magnetresonanstomografi (MR) och FLR kan markeras och räknas ut antingen manuellt eller med automatiska eller halvautomatiska segmenteringsverktyg. FLR mäts innan PVE och kontrolleras därefter med vald avbildningsmetod cirka 1-4 veckor efter PVE.